# Гигантские ленивцы
Гигантские ленивцы — группа нескольких различных вымерших видов относящихся к подотряду ленивцев, отличавшихся особо крупными размерами. Они возникли в олигоцене около 35 млн лет назад и обитали в Новом Свете, достигая массы в несколько тонн и высоты в 6 м. Некоторые виды гигантских ленивцев вымерли лишь в конце плейстоцена, мегалокнусы на о. Куба дожили до голоцена и вымерли около 4 тыс. лет назад, через несколько столетий после появления на острове первых людей. В отличие от современных ленивцев, их гигантские сородичи жили не на деревьях, а на земле.
По данным генетиков, секвенировавших ДНК милодона Дарвина (Mylodon darwinii), линии милодонтид (Mylodontidae) и двупалоленивцевых (Megalonychidae) разошлись около 22 млн лет назад.

## Причины вымирания
Находки ископаемых остатков гигантских ленивцев показывают, что первые люди в Америке, палеоиндейцы, застали этих животных и, вполне возможно, были причастны к их исчезновению. Долгое время причиной их вымирания считалось резкое изменение климата в конце последнего ледникового периода. Потепление вызвало во многих местах изменение осадочного режима, таяние ледников и повышение уровня моря. Некоторые учёные придерживаются мнения, что многие виды животных, в том числе и гигантские ленивцы, не смогли достаточно быстро приспособиться к новым внешним условиям.

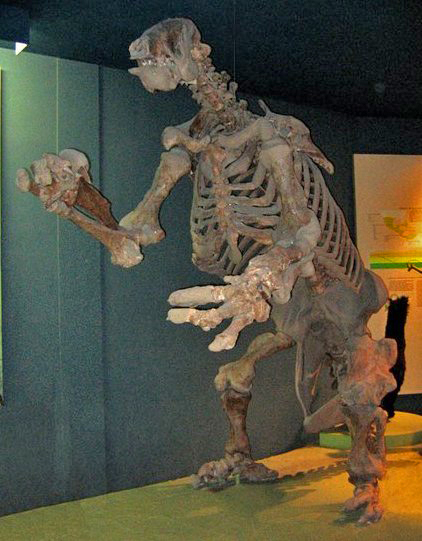
Скелет эремотерия

Против этой гипотезы говорит то, что гигантские ленивцы за более чем двадцать миллионов лет своего существования пережили множество изменений климата. К тому же они относились к немногим южноамериканским видам, которые после возникновения естественного сухопутного моста с Северной Америкой смогли распространиться и на северном материке, что говорит об их значительных адаптационных способностях. Люди заселили американский материк около 15 тысяч лет назад, а последние гигантские ленивцы исчезли на материке около 10 тысяч лет назад. Это наводит на предположение, что на этих животных велась охота. Вероятно, они были лёгкой добычей, так как подобно их современным родственникам передвигались весьма медленно. Поэтому причиной их вымирания стал скорее человек, нежели изменения в климате.
Украшения из костей гигантских ленивцев рода Glossotherium, изготовленные древними американцами, найдены в Санта-Элине (Santa Elina) в бразильском штате Мату-Гросу. В 2017 году эти кости датировали (радиоуглеродным методом) возрастом 10,1 и 23,12 тыс. лет назад (кости гигантских ленивцев находились в 2-х археологических слоях). В национальном парке Уайт-Сандс (Белые пески) в штате Нью-Мексико (США) обнаружены оставленные ок. 10—15 тыс. л. н. более 100 окаменевших следов гигантского ленивца и в них следы людей, которые явно на него охотились. Судя по следам, несколько человек отвлекали гигантского ленивца спереди, пока другой охотник старался зайти сзади и поразить его своим оружием. Так как не было найдено остатков скелета ленивца, то чем кончилась эта охота, осталось неизвестным. Остатки разделанного гигантского ленивца со стоянки древних людей Кампо Лаборде в аргентинской пампе, датировавшиеся голоценом (9 730 л. н.), при применении более современного метода датировки, позволяющего избавиться от загрязнения и проводить оценку возраста по отдельным аминокислотам коллагена, датируются более ранним возрастом — 12,6 тыс. лет до настоящего времени. Образцы из нескольких костей в Пампе (Ла модерна, Пасо Отеро 5, Кампо Лаборде) имеют возраст 14—12 тыс. лет до настоящего времени, что соответствует концу плейстоцена.
Легенды индейцев рассказывают о существе Мапингуари, которое по описанию совпадает с огромным ленивцем. Заинтригованные этими легендами криптозоологи пытались найти выживших особей в бассейне Амазонки, однако им это не удалось.

## Таксономия
Гигантские ленивцы не являются отдельной таксономической группой. Четыре разных семейства ленивцев включали крупных представителей, которых можно отнести к гигантским ленивцам.

### Мегатерии
Представители этого семейства достигали величины слонов. Одним из наиболее крупных родов был мегатерий (Megatherium), достигавший высоты 6 м и вымерший в конце плейстоцена. Примерно таким же крупным был род Eremotherium, сохранившийся до позднего плейстоцена. Его ископаемые остатки были найдены как в Южной Америке, так и во Флориде. Другие роды, Nothrotherium и Nothrotheriops, были очень похожи друг на друга и также сохранились до позднего плейстоцена — один на южном, другой на северном материке. Гигантский ленивец, отнесённый к роду талассокнус, вёл водный образ жизни и обитал у берегов современного Перу. Относительно примитивными родами были Planops и Hapalops, жившие в Южной Америке в миоцене и близкие к семейству мегатерий. Hapalops достигал длины 1,2 м.

### Двупалоленивцевые
К этому до сих пор существующему семейству относятся и современные двупалые ленивцы. Вымершими представителями семейства являются, к примеру, Megalonyx jeffersonii, ископаемые остатки которого были найдены ещё в 1796 году, а также некоторые виды на Больших Антильских островах.

### Милодоны
Милодоны составляют группу несколько меньших в размерах ленивцев. Самые крупные милодоны относились к одноимённому роду и достигали длины 3 м, что по размеру соответствует быкам. Первые ископаемые остатки были найдены в 1895 году в пещере, расположенной в окрестностях городка Пуэрто-Наталес в Чилийской Патагонии. Предположительно, эти животные вымерли около 11 тысяч лет назад. Родственный им вид Glossotherium harlani был найден в асфальтовых ямах на ранчо Ла-Брея близ Лос-Анджелеса. Род Scelidotherium отличался особым строением черепа и жил в Южной Америке с раннего плиоцена до позднего плейстоцена. Существовал род Lestodon.